# 聖伊麗莎白教堂 (派爾努)
聖伊麗莎白教堂是位於愛沙尼亞城市派爾努的一座路德宗教堂。伊麗莎白教堂修建於1741年，是愛沙尼亞最具代表性的巴洛克建築。

## 外部連結
- 维基共享资源上的相關多媒體資源：聖伊麗莎白教堂

58°23′1.1″N 24°30′0″E / 58.383639°N 24.50000°E